# Orang Kanaq jezik
Orang Kanaq jezik (ISO 639-3: orn), malajski jezik istoimenog plemena iz kišnih šuma s malajskog pluotoka u Maleziji. Etnička pripadnost iznosila je 83 (2003 popis); 34 (1981 Wurm and Hattori). Nekad se klasificirao aboriginalnoj (domorodačkoj) podskupini malajskih jezika.
Pleme Orang Kanaq pripada široj skupini Orang Asli.

## Vanjske poveznice
- Ethnologue (14th)
- Ethnologue (15th)